# Gelijkenis van de onvruchtbare vijgenboom

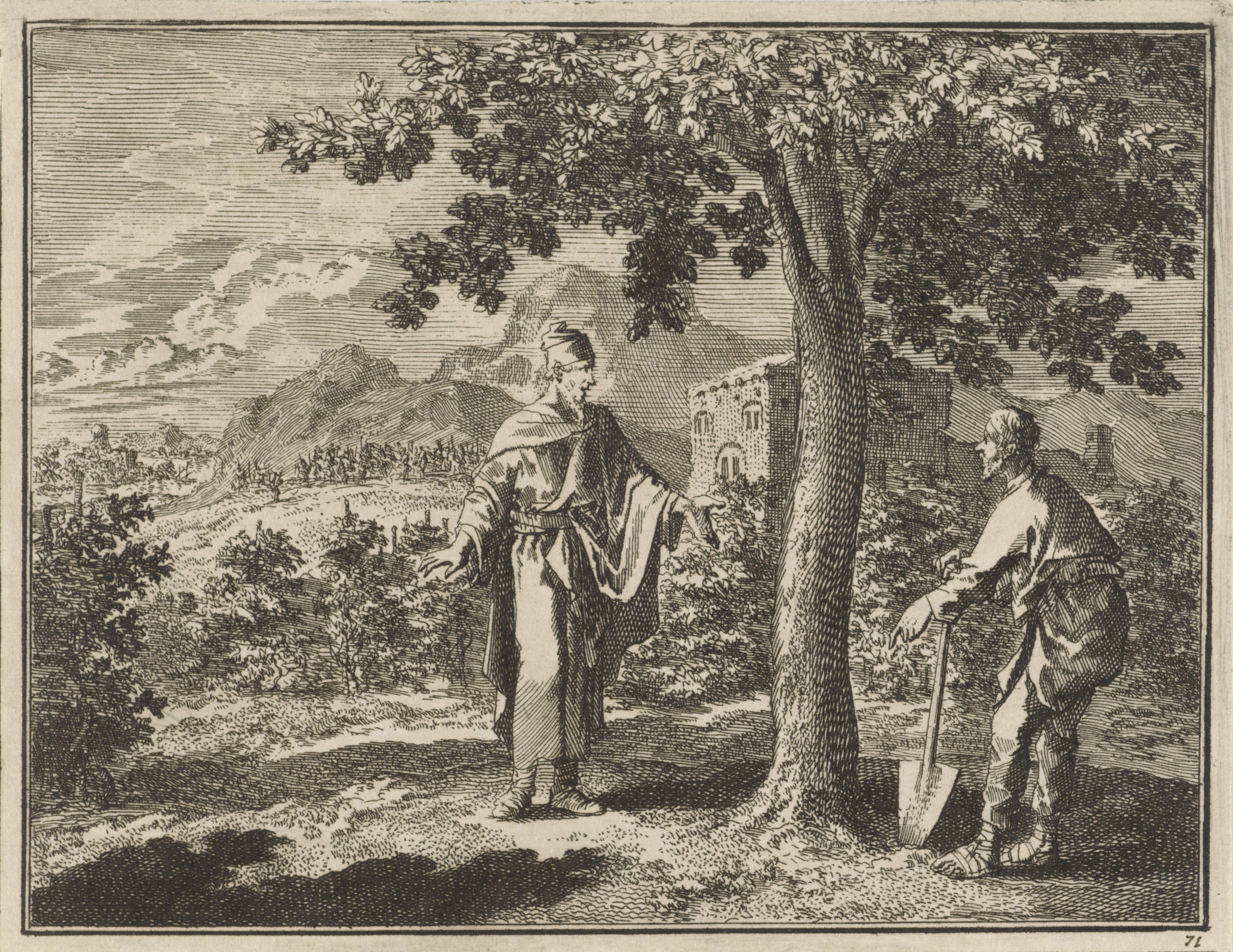
De gelijkenis van de onvruchtbare vijgenboom

De gelijkenis van de onvruchtbare vijgenboom is een parabel in het Nieuwe Testament. Het verhaal werd verteld door Jezus en staat in Lucas 13: 6–9.

## Inhoud
Iemand had een vijgenboom in zijn tuin geplant en ging regelmatig kijken of er al vijgen aankwamen. Er was telkens geen vijg te zien. Ten slotte zei hij tegen zijn tuinman: “Hak die boom om. Ik wacht nu al drie jaar en heb nog steeds geen vijg gezien. Ik heb er genoeg van. Die boom neemt alleen maar plaats in. Wij kunnen die grond beter voor iets anders gebruiken.” “Laat hem nog één jaar staan,” antwoordde de tuinman. “Ik zal hem extra goed verzorgen en mest geven. Stel u voor dat er volgend jaar vijgen aan komen. Als het niet helpt, moeten we hem inderdaad omhakken.”

## Interpretatie
De vijgenboom staat voor het leven van iemand, deze krijgt extra tijd om vrucht (geloof) voort te dragen. De hovenier is het beeld van Jezus, hij pleit voor ons bij God. Hij heeft voor ons gezorgd en door zijn genade. Daardoor krijgt de persoon tijd om dingen goed te maken tegenover God. De gelijkenis roept op om je leven te beteren want je weet nooit wanneer het vierde jaar om is.